# Arzbach (Wörnitz)
Arzbach ist ein Gemeindeteil der Gemeinde Wörnitz im Landkreis Ansbach (Mittelfranken, Bayern). Arzbach liegt in der Gemarkung Erzberg.

## Geographie
Das Dorf liegt am Arzbacher Mühlbach (im Unterlauf Waldhausener Mühlbach genannt), einem rechten Zufluss der Wörnitz. 0,5 km nordwestlich liegt das Breitfeld. Die Kreisstraße AN 16 führt an Harlang vorbei und über Bastenau nach Wörnitz zur Staatsstraße 2419 (4,5 km nordöstlich) bzw. nach Grüb (1,5 km westlich). Die Kreisstraße AN 27 führt nach Steinbach an der Holzecke (0,7 km südlich). Eine Gemeindeverbindungsstraße führt nach Erzberg (0,8 km östlich).

## Geschichte
1406 kaufte die Reichsstadt Rothenburg u. a. diesen Ort vom Haus Hohenlohe ab. 1799 gab es im Ort 10 bis 12 Gemeinderechte, die Rothenburg unterstanden.
Mit dem Gemeindeedikt (frühes 19. Jahrhundert) wurde Arzbach dem Steuerdistrikt und der Ruralgemeinde Erzberg zugeordnet. Im Zuge der Gebietsreform in Bayern wurde Arzbach am 1. November 1971 nach Wörnitz eingemeindet.

### Baudenkmal
- Haus Nr. 9: Bauernhof, Wohnstallhaus, Mitte des 19. Jahrhunderts[7]

### Einwohnerentwicklung
| Jahr      | 001818 | 001840 | 001861 | 001871 | 001885 | 001900 | 001925 | 001950 | 001961 | 001970 | 001987 |
| Einwohner | 82     | 75     | 79     | 75     | 70     | 74     | 55     | 56     | 57     | 55     | 42     |
| Häuser    | 14     | 14     |        |        | 12     | 13     | 11     | 10     | 12     |        | 11     |
| Quelle    | [ 9 ]  | [ 10 ] | [ 11 ] | [ 12 ] | [ 13 ] | [ 14 ] | [ 15 ] | [ 16 ] | [ 17 ] | [ 18 ] | [ 1 ]  |

## Religion
Der Ort ist seit der Reformation evangelisch-lutherisch geprägt und bis heute nach St. Gallus (Erzberg) gepfarrt. Die Einwohner römisch-katholischer Konfession sind nach Kreuzerhöhung (Schillingsfürst) gepfarrt.